# عانوبة سميكة الأوراق
عانوبة سميكة الأوراق (الاسم العلمي:Rhagodia crassifolia) هي نوع من النباتات يتبع جنس العانوبة من الفصيلة القطيفية.